# Zone agricole de Carrières-sous-Bois-Les Flageaux
La Zone agricole de Carrières-sous-Bois-Les Flageaux est une  zone naturelle d’intérêt écologique, faunistique et floristique située sur la commune du Mesnil-le-Roi.

## Description
Cette zone naturelle protégée est comprise entre la forêt de Saint-Germain-en-Laye et la Seine.